# Sáfránysárga sarkantyúspityer
A sáfránysárga sarkantyúspityer (Macronyx croceus) a madarak osztályának verébalakúak (Passeriformes) rendjébe és a  billegetőfélék (Motacillidae) családjába tartozó faj.

## Rendszerezése
A fajt Louis Pierre Vieillot francia ornitológus írta le 1816-ban, az Alauda nembe Alauda crocea néven.

## Előfordulása
Angola, Benin, Bissau-Guinea, Burkina Faso, Burundi, Dél-Szudán, Csád, Elefántcsontpart, Gabon, Gambia, Ghána, Guinea, Kamerun, Kenya, a Kongói Demokratikus Köztársaság, a Kongói Köztársaság, a Közép-afrikai Köztársaság, Lesotho, Libéria, Malawi, Mali, Mozambik, Niger, Nigéria, Ruanda, Szenegál, Sierra Leone, Szomália, a Dél-afrikai Köztársaság, Szudán, Szváziföld, Tanzánia, Togo, Uganda, Zambia és Zimbabwe területén honos.
Természetes élőhelyei a szubtrópusi és trópusi gyepek, szavannák és cserjések, valamint legelők. Állandó, nem vonuló faj.

## Megjelenése
Testhossza 22 centiméter.

## Természetvédelmi helyzete
Az elterjedési területe rendkívül nagy, egyedszáma pedig stabil. A Természetvédelmi Világszövetség Vörös listáján nem fenyegetett fajként szerepel.